# Série 2240 da CP
A Série 2240 (2241-2297) é uma família de automotoras, que é utilizada pela operadora Comboios de Portugal nos serviços InterCidades, Regional e InterRegional, Comboios Urbanos de Lisboa e Comboios Urbanos do Porto. Entre 2011 e 2018, estas automotoras também asseguraram os Intercidades da Beira Baixa (Lisboa-Covilhã).
Esta Série entrou ao serviço entre 2004 e 2005 e foi criada a partir da modernização das automotoras das séries 2100 e 2200 da CP, que por sua vez entraram ao serviço nas décadas de 1970 e 1980. Do conjunto original de 57 unidades, encontram-se ao serviço 51, em dados de 2023.

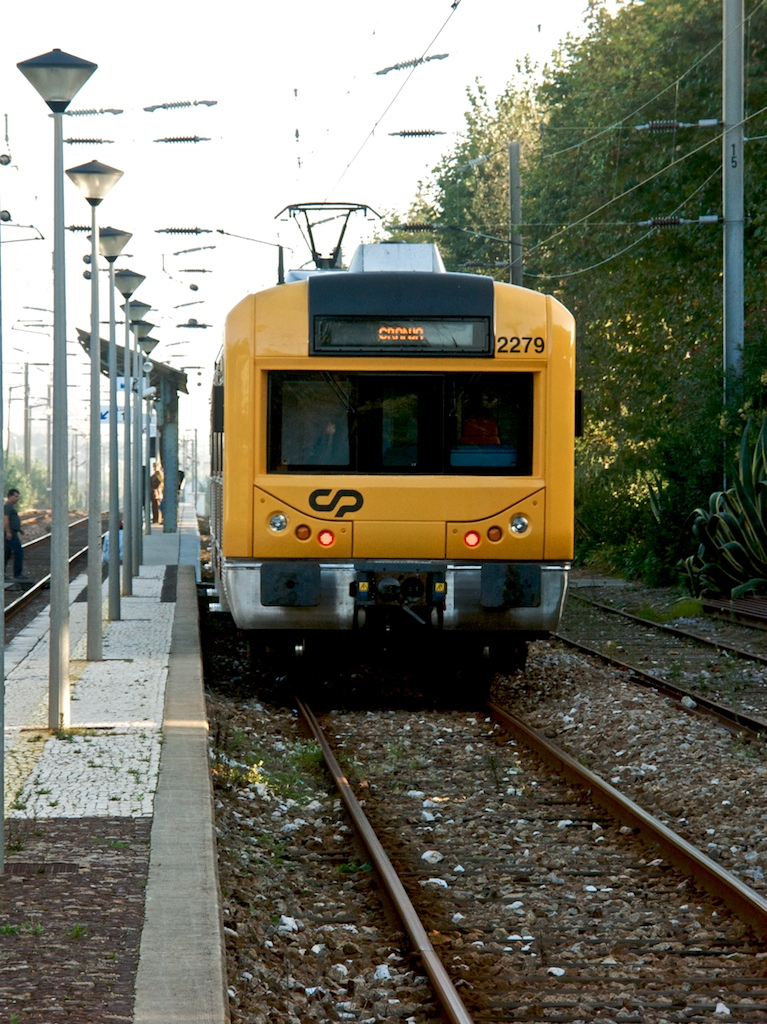
Automotora 2279, com esquema de cores amarelo, na Estação de Granja, em 2008.

## História
Estas automotoras foram criadas a partir da modernização das séries 2100 e 2200. O processo de modernização decorreu entre 2003 e 2005, (2003: 2241-2252; 2004: 2253-2276; 2005:2277-2297) tendo a nova série entrado ao serviço entre 2004 e 2005.
Em Setembro de 2009, foi reaberto o serviço Regional de passageiros entre Setil e Coruche, na Linha de Vendas Novas, utilizando estas automotoras. Estes serviços foram encerrados em 1 de Outubro de 2011, devido à reduzida procura.
Em 24 de Julho de 2011, aquando da reabertura da Linha do Alentejo após obras de modernização, estava prevista a introdução das automotoras desta série, após serem remodeladas, nos comboios Intercidades, mas a operadora Comboios de Portugal decidiu colocar composições rebocadas por locomotivas da Série 5600 a fazer estes serviços.
Em Outubro do mesmo ano, estava prevista a sua instalação na Linha da Beira Baixa, para substituir as locomotivas da Série 5600 com carruagens nos serviços Intercidades entre Lisboa e Covilhã. Neste sentido, o interior de três automotoras (2295-2297) foi remodelado, de forma a oferecer um nível de conforto semelhante ao que era prestado nas carruagens. As automotoras entraram ao serviço no dia 1 de Novembro, embora esta medida tenha provocado várias reclamações por parte dos passageiros, que consideraram que a qualidade do serviço tinha diminuído. Uma das queixas mais comuns foi a falta de cortinas nas janelas. Apesar destas reclamações, o Ministério da Economia declarou, em Maio de 2012, que as automotoras eram adequadas para os serviços Intercidades, e que tinham condições de comodidade para os passageiros, devido principalmente às modificações operadas em 2011, que vieram trazer mais conforto e melhores acessos para pessoas com mobilidade reduzida. Nesse mês, uma das automotoras foi temporariamente retirada do serviço para manutenção, tendo sido substituída por uma composição de locomotiva e carruagens, medida que foi aplaudida pelos passageiros.
Em julho de 2014 passaram a realizar os serviços suburbanos na Linha do Sado, cinco anos depois da eletrificação da linha e da entrada em funcionamento das automotoras da série 2300 e da série 2400 da CP. No mesmo ano encontravam-se a efetuar alguns comboios na Linha da Azambuja, no percurso Lisboa-Santa Apolónia - Castanheira do Ribatejo, sem contudo se registarem alterações nos horários.
Em 2021 voltam à Linha da Beira Baixa, contudo desta vez como serviço Regional e não Intercidades.
A partir do dia 15 de dezembro de 2024, estas automotoras foram substituídas pelas séries 2300 e 2400 da CP no serviço da Linha do Sado, 10 anos após ter substituído essas mesmas automotoras.

## Caracterização

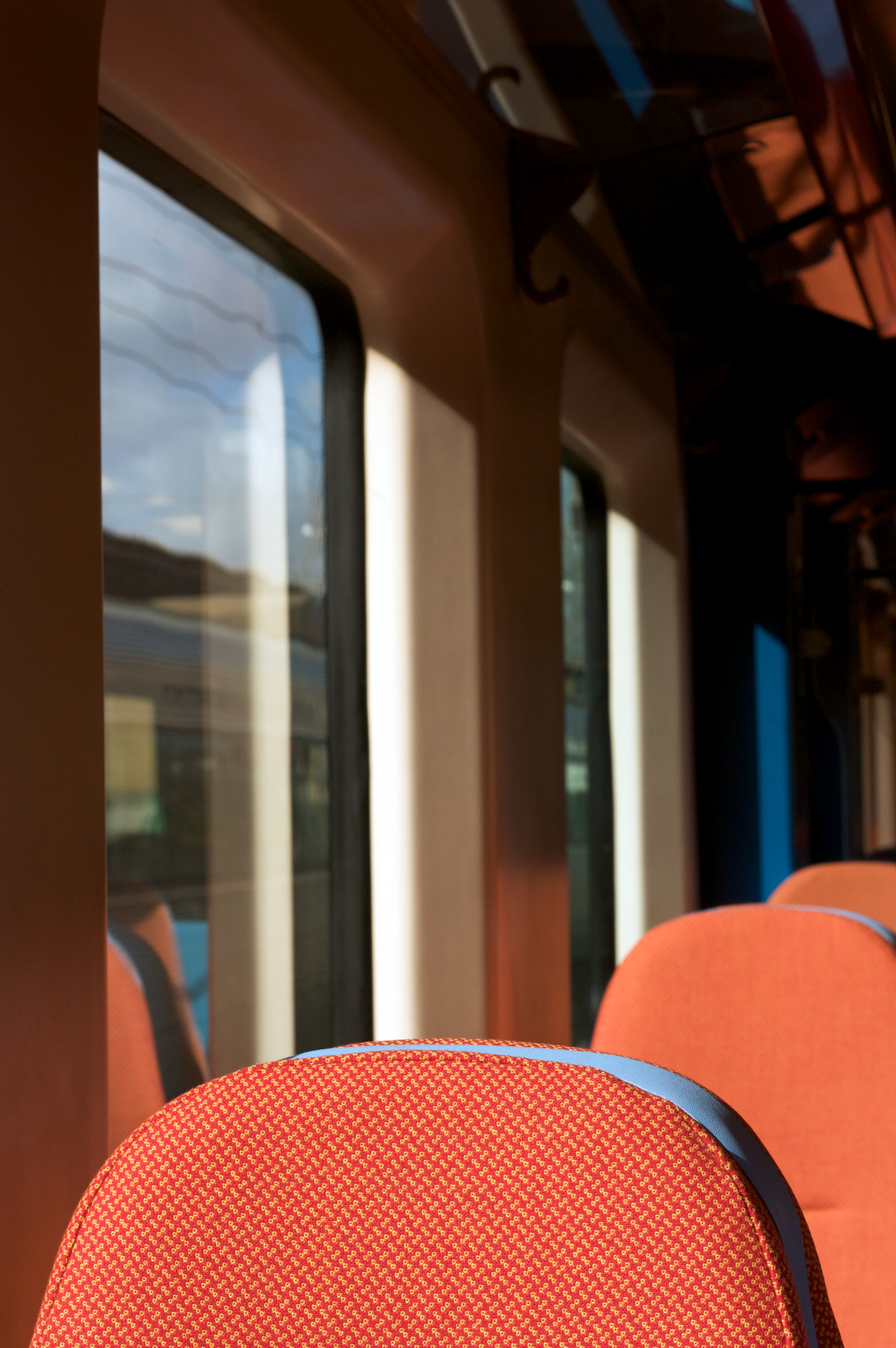
Interior da automotora 2280, em 2009.

Esta série é composta por 57 automotoras, em composição de Unidade Tripla Eléctrica, que realizam serviços regionais (R) e inter-regionais (IR) da operadora Comboios de Portugal. Podem atingir uma velocidade máxima de 120 km/h, dispõem de uma potência de 1281 kW, e apresentam um esforço de tracção de 117 kN. Funcionam a tracção eléctrica, e o tipo de transmissão utilizado é eléctrico assíncrono. O tipo de tensão é de 25 kV ~ 50 Hz. Um total de 27 destas automotoras foi mais tarde equipado com elevador de acesso a cadeiras de rodas.

## Ficha técnica
- Características de exploração
  - Natureza do serviço: InterCidades, Regional e InterRegional, Comboios Urbanos de Lisboa e Comboios Urbanos do Porto
  - Tipo de tracção: Eléctrica[1][4]
  - Tipo de composição: Unidade Tripla Eléctrica[1]
  - Número de unidades construídas: 57[24]
  - Entrada ao serviço: 2003-2005[1]
  - Número de unidades: 57 (2241-2297)[4]
  - Potência: 1281 kW[1]
  - Transmissão:
    - Tipo: Eléctrica assíncrona[4]

  - Esforço de tracção: 117 kN[1]
  - Custo Estimado das 34 Automotoras: 155 M€
  - Velocidade máxima: 120 km/h[1][4]
  - Tensão: 25 kV ~ 50 Hz[1]
  - Dimensões:
    - Comprimento total: 22,890 m[25]
    - Altura: 4298 mm[25]
    - Largura: 3204 mm[25]

  - Pesos:
    - Total: 135,7 t[24]

  - Lotação:
    - Lugares sentados: 264[24]
    - Lugares em pé: 272[24]

### Lista de material
| :  | qt. | estado       |
| -- | --- | ------------ |
| ✔︎  | 53  | ao serviço   |
| ⚒︎  | 2   | em reparação |
| 🔧︎ | 1   | para peças   |
| ✖︎  | 1   | demolida     |
| 57 | 57  | (total)      |

| №    | :  | a    | observações | a№   |
| ---- | -- | ---- | --- | ---- |
| 2241 | ✔︎  | 2003 | | 2207 |
| 2242 | ✔︎  | 2003 | Possui elevador de acesso a cadeiras de rodas. | 2164 |
| 2243 | ✔︎  | 2003 | Possui elevador de acesso a cadeiras de rodas. | 2123 |
| 2244 | ✔︎  | 2003 | | 2117 |
| 2245 | ✔︎  | 2003 | | 2166 |
| 2246 | ✔︎  | 2003 | Possui elevador de acesso a cadeiras de rodas. | 2104 |
| 2247 | ✔︎  | 2025 | Possui elevador de acesso a cadeiras de rodas. Terceira unidade do tipo R2.                                                                                             | 2211 |
| 2248 | ✔︎  | 2003 | Possui elevador de acesso a cadeiras de rodas. | 2201 |
| 2249 | ✔︎  | 2003 | Possui elevador de acesso a cadeiras de rodas. | 2105 |
| 2250 | ✔︎  | 2003 | | 2168 |
| 2251 | ✔︎  | 2003 | Possui elevador de acesso a cadeiras de rodas. | 2159 |
| 2252 | ✔︎  | 2025 | Possui elevador de acesso a cadeiras de rodas. | 2153 |
| 2253 | ✔︎  | 2004 | | 2154 |
| 2254 | ✔︎  | 2004 | Possui elevador de acesso a cadeiras de rodas. | 2156 |
| 2255 | ✔︎  | 2004 | | 2112 |
| 2256 | ✔︎  | 2004 | Possui elevador de acesso a cadeiras de rodas. | 2162 |
| 2257 | ✔︎  | 2025 | Encostada em janeiro de 2013 no Entroncamento após acidente. Alvo de intervenção em 2024-2025. Segunda unidade do tipo R2.                                              | 2107 |
| 2258 | ✔︎  | 2004 | Possui elevador de acesso a cadeiras de rodas. | 2210 |
| 2259 | ✔︎  | 2004 | Possui elevador de acesso a cadeiras de rodas. | 2155 |
| 2260 | ✔︎  | 2004 | Possui elevador de acesso a cadeiras de rodas. | 2103 |
| 2261 | ✔︎  | 2004 | Possui elevador de acesso a cadeiras de rodas. | 2102 |
| 2262 | ✔︎  | 2004 | | 2110 |
| 2263 | ⚒︎  | 2023 | Colidiu com veículo rodoviário pesado a 27 de Dezembro de 2023 na linha do Sado.                                                                                        | 2163 |
| 2264 | ✔︎  | 2004 | Possui elevador de acesso a cadeiras de rodas. | 2158 |
| 2265 | ✔︎  | 2004 | | 2161 |
| 2266 | ✔︎  | 2021 | Recolocada em serviço em maio de 2021. Possui elevador de acesso a cadeiras de rodas.                                                                                   | 2167 |
| 2267 | ✔︎  | 2004 | Possui elevador de acesso a cadeiras de rodas. | 2101 |
| 2268 | ✔︎  | 2004 | | 2108 |
| 2269 | ✔︎  | 2004 | Possui elevador de acesso a cadeiras de rodas. | 2165 |
| 2270 | ✔︎  | 2004 | | 2109 |
| 2271 | ✔︎  | 2004 | | 2206 |
| 2272 | ✔︎  | 2004 | Possui elevador de acesso a cadeiras de rodas. | 2114 |
| 2273 | ✔︎  | 2004 | | 2151 |
| 2274 | ✔︎  | 2004 | | 2116 |
| 2275 | ✔︎  | 2004 | Possui elevador de acesso a cadeiras de rodas. | 2113 |
| 2276 | ✔︎  | 2004 | | 2118 |
| 2277 | ✔︎  | 2005 | | 2115 |
| 2278 | ✔︎  | 2005 | | 2119 |
| 2279 | ✔︎  | 2005 | Possui elevador de acesso a cadeiras de rodas. | 2152 |
| 2280 | ✔︎  | 2005 | Possui elevador de acesso a cadeiras de rodas. | 2204 |
| 2281 | ✔︎  | 2005 | Possui elevador de acesso a cadeiras de rodas. | 2120 |
| 2282 | ✔︎  | 2005 | | 2203 |
| 2283 | ✔︎  | 2005 | Possui elevador de acesso a cadeiras de rodas. | 2121 |
| 2284 | ✔︎  | 2022 | Encostada em novembro de 2016 após colisão com veículo pesado numa P.N. em Santarém. Alvo de intervenção em 2022. Primeira unidade do tipo R2, servindo como protótipo. | 2122 |
| 2285 | ✔︎  | 2005 | | 2205 |
| 2286 | ✔︎  | 2005 | Possui elevador de acesso a cadeiras de rodas. | 2157 |
| 2287 | 🔧︎ | 2006 | Encostada no Entroncamento (para peças), após acidente. | 2214 |
| 2288 | ✔︎  | 2005 | Possui elevador de acesso a cadeiras de rodas. | 2124 |
| 2289 | ✔︎  | 2005 | | 2202 |
| 2290 | ✔︎  | 2005 | | 2111 |
| 2291 | ✔︎  | 2005 | | 2160 |
| 2292 | ✔︎  | 2005 | Possui elevador de acesso a cadeiras de rodas. | 2212 |
| 2293 | ✔︎  | 2005 | Possui elevador de acesso a cadeiras de rodas. | 2106 |
| 2294 | ✖︎  | 2013 | Demolida após acidente. | 2215 |
| 2295 | ✔︎  | 2025 | Com interior modificado para serviço IC entre 2011 e 2025. Quarta unidade do tipo R2.                                                                                   | 2209 |
| 2296 | ✔︎  | 2011 | Com interior modificado para serviço IC. | 2208 |
| 2297 | ⚒︎  | 2011 | Com interior modificado para serviço IC. | 2213 |